# GLT8D2
GLT8D2 (англ. Glycosyltransferase 8 domain containing 2) – білок, який кодується однойменним геном, розташованим у людей на 12-й хромосомі. Довжина поліпептидного ланцюга білка становить 349 амінокислот, а молекулярна маса — 40 026.
| 10         |  | 20         |  | 30         |  | 40         |  | 50         |
| ---------- |  | ---------- |  | ---------- |  | ---------- |  | ---------- |
| MALLRKINQV |  | LLFLLIVTLC |  | VILYKKVHKG |  | TVPKNDADDE |  | SETPEELEEE |
| IPVVICAAAG |  | RMGATMAAIN |  | SIYSNTDANI |  | LFYVVGLRNT |  | LTRIRKWIEH |
| SKLREINFKI |  | VEFNPMVLKG |  | KIRPDSSRPE |  | LLQPLNFVRF |  | YLPLLIHQHE |
| KVIYLDDDVI |  | VQGDIQELYD |  | TTLALGHAAA |  | FSDDCDLPSA |  | QDINRLVGLQ |
| NTYMGYLDYR |  | KKAIKDLGIS |  | PSTCSFNPGV |  | IVANMTEWKH |  | QRITKQLEKW |
| MQKNVEENLY |  | SSSLGGGVAT |  | SPMLIVFHGK |  | YSTINPLWHI |  | RHLGWNPDAR |
| YSEHFLQEAK |  | LLHWNGRHKP |  | WDFPSVHNDL |  | WESWFVPDPA |  | GIFKLNHHS  |

A: Аланін

C: Цистеїн

D: Аспарагінова кислота

E: Глутамінова кислота

F: Фенілаланін

G: Гліцин

H: Гістидин

I: Ізолейцин

K: Лізин

L: Лейцин

M: Метіонін

N: Аспарагін

P: Пролін

Q: Глутамін

R: Аргінін

S: Серин

T: Треонін

V: Валін

W: Триптофан

Кодований геном білок за функціями належить до трансфераз, глікозилтрансфераз. 
Локалізований у мембрані.